# 阳宗白鱼
阳宗白鱼（学名：Anabarilius yangzonensis）为輻鰭魚綱鯉形目鯝科白鱼属的鱼类，俗名白鱼，是中国的特有物种。分布于阳宗海等，常栖息于水体中上层以及繁殖期亲鱼在河口或地下水出口处。该物种的模式产地在阳宗海。體長可達21.7公分。

## 扩展阅读
維基物種上的相關：阳宗白鱼